# De Vluchtheuvel
De Vluchtheuvel was een familiepretpark en zwemparadijs gelegen in de bossen in Norg (gemeente Noordenveld).
Het park is in de jaren zestig van de twintigste eeuw begonnen als kinderboerderij en dierentuin, en uiteindelijk omgebouwd tot pretpark.
Na het overlijden van zijn vader erfde horecaondernemer Sjoerd Kooistra het park in 1974. Kooistra legde diverse plannen op tafel bij de gemeente maar kreeg weinig medewerking. Hij heeft het toen verkocht aan de familie Robijn, die het park heeft uitgebreid met een zwembad complex. De mascotte van het park was Norgie de eekhoorn.
In 2000 werd het park aangekocht door de familie Boesveld, van oorsprong kermisondernemers. Al snel werd duidelijk dat de nieuwe eigenaren geen winst konden maken, aangezien het park maar een paar maanden per jaar open en rendabel was.
In januari 2007 werd het complex gekocht door ondernemer Hennie van der Most. Van der Most ventileerde diverse plannen via de pers, waaronder grondige renovatie en mogelijke huisvesting voor kunstenaars, maar deze plannen werden nooit uitgevoerd. In augustus 2007 werd het park grotendeels ontmanteld door Van der Most en verkocht aan de Brabantse ondernemer Hans Vrijvogel uit Rosmalen. Alleen het restaurantgedeelte, de onderwaterwereld, de baden van het zwembad en een aantal bijgebouwen stonden er toen nog, alle attracties waren gestript. Een bedrijf is sinds november 2008 belast met conceptontwikkeling voor de locatie.

## Kraak
In mei 2008 werd het voormalige pretpark gekraakt. Eigenaar Vrijvogel startte een procedure om de krakers van zijn terrein af te krijgen. In juni 2009 besloot de rechtbank te Assen dat de krakers De Vluchtheuvel moesten verlaten. Na een gesprek tussen de krakers en eigenaar Vrijvogel werd in juli 2009 bekend dat de krakers voorlopig mogen blijven. De krakers zeiden het park op te ruimen en een oogje in het zeil te houden, in ruil daarvoor mogen ze er gratis blijven wonen totdat Vrijvogel het park zelf nodig heeft.
Op 21 februari 2010 brandde het voormalige gebouw van het restaurant tot de grond toe af.
Op het moment van de brand was het gebouw bij krakers in gebruik. De brand is waarschijnlijk ontstaan in de open haard.